# Ansambel Aktual
Ansambel Aktual je slovenska glasbena skupina iz Moravskih Toplic v Prekmurju, ki izvaja zabavno in narodnozabavno glasbo.

## Zasedba
- Gašper Marič - harmonika, vokal, vodja ansambla
- Franc Lukač - kitara, vokal
- Denis Pozderec - klaviature, bas kitara, vokal
- Uroš Berden - bobni, vokal

## Delovanje
Začetek delovanja ansambla Aktual sega v leto 2018, ko so ansambel ustanovili sošolci Gašper Marič (harmonika, vokal), Franc Lukač (kitara, vokal) in Jure Fartelj (bas kitara, vokal), ki so prej bili del šolskega benda Srednje poklicne in tehniške šole Murska Sobota. Istega leta so izdali svoj prvenec, polko Če bi skupaj poletela, leta 2019 pa svoj prvi in do zdaj edini valček Prekmurje moj dom. Obe pesmi sta v letu izida postali pesmi leta na radiu Murski val, pesem iz leta 2018 pa še pesem leta 2020 na radiu Tomi. Leta 2020 so skupaj z Lauro Menard posneli pesem Ljubezen v zraku (himno mednarodnega tekmovanja mladih čebelarjev), zasedbi pa se je pridružil še četrti član Uroš Berden (bobni, vokal). V štiričlanski zasedbi so spomladi 2021 izdali polko Lepa mala, poleti pa po odhodu basista Jureta Fartelja v tričlanski zasedbi polko Bella Bellissima, ki je postala pesem tedna 9.8.2021-15.8.2021 na Golica TV. Trije Aktualovci so novega člana medse sprejeli konec leta 2021, ko se je zasedbi pridružil Denis Pozderec, ki je na klaviaturah, bas kitari in vokalu nadomestil svojega predhodnika Fartelja. V tej postavi, v kateri delujejo še danes, so spomladi 2022 izdali polko Šminka, ki velja za pesem, s katero je ansambel Aktual postal znani širši javnosti. Po izidu Šminke so istega leta izdali še polki Daj povej in Učitelj'ca, kjer zadnja velja za njihov največji hit (na YouTube je to njihova prva in za zdaj edina pesem z milijonskim ogledom). Leta 2023 so izdali polko Soseda, leta 2024 polki Igra za 2 in Nina, leta 2025 pa polko Kava. 
Ansambel vidno nastopa tudi pred malimi ekrani. Najvidnejši so bili njihovi nastopi v priljubljeni RTV glasbeni oddaji V petek zvečer, kjer so nastopili kar trikrat; leta 2022 so predstavili svojo polko Šminka, leta 2023 so spomladi izvedli mega uspešnico legendarne prekmurske skupine Magnet Oženil se bom, jeseni pa skupaj s Vzrock polko nepozabnih Slapov Najlepše je doma. Odlična izvedba pesmi Oženil se bom jih je zaznamovala do te mere, da jo od takrat naprej izvajajo na vseh svojih nastopih. Poleg nastopov v oddaji V petek zvečer so pred tem leta 2020 nastopili v oddaji Skupaj po domače (ETV), leta 2022 pa v oddajah Poletje na Golici in Jesen na Golici (Golica TV). Po nastopih v RTV glasbeni oddaji V petek zvečer so nastopili tudi v RTV glasbeni oddaji Zimski pozdrav.
22. novembra 2019 je ansambel nastopil na prireditvi Zaigrajmo in zapojmo po domače.  

## Diskografija
Singli
- Če bi skupaj poletela (2018) - pesem leta 2018 na radiu Murski val, pesem leta 2020 na radiu Tomi
- Prekmurje moj dom (2019) - pesem leta 2019 na radiu Murski val
- Lepa mala (2021)
- Bella Bellissima (2021) - pesem tedna 9.8.2021-15.8.2021 na Golica TV
- Šminka (2022) - pesem, s katero je ansambel postal znan širši javnosti
- Daj povej (2022)
- Učitelj'ca (2022) - prva pesem, ki je dosegla milijon ogledov na YouTube
- Soseda (2023)
- Igra za 2 (2024)
- Nina (2024)
- Kava (2025)